# Мокруша (приток Барнаулки)
Мокруша — пересыхающая река в России, протекает по Шипуновскому району Алтайского края. Длина реки составляет 11 км. Правый приток Барнаулки.
Начинается около населённого пункта Невский, течёт на север по открытой местности. Устье реки находится в 194 км от устья Барнаулки, у села Коробейниково.

## Данные водного реестра
По данным государственного водного реестра России относится к Верхнеобскому бассейновому округу, водохозяйственный участок реки — Обь от города Барнаул до Новосибирского гидроузла, без реки Чумыш, речной подбассейн реки — бассейны притоков (Верхней) Оби до впадения Томи. Речной бассейн реки — (Верхняя) Обь до впадения Иртыша. Код водного объекта — 13010200512115200001250.